# Can Bussoms
Can Bussoms és una masia de Sora (Osona) inclosa a l'Inventari del Patrimoni Arquitectònic de Catalunya.

## Descripció
Bussoms és la casa que dona nom a la finca d'aquesta família, juntament amb la Mata i el Mas Rovira, fou una explotació agrícola de mitjans dels segle xx. La casa, avui deshabitada, està construïda amb murs de pedres irregulars subjectades amb morter i teulat a doble vessant. La planta és rectangular amb un cos afegit a la part del darrere. Tot i que no hi viu ningú, es conserva en bon estat. Al voltant de la casa es conserven algunes construccions annexes que encara avui s'utilitzen com a pallers o magatzems de gra.

## Història
A partir dels documents conservats en el mas Casaramona i que es refereixen a aquesta finca, sabem que Antic de Sarrieta i de Gurb, senyor de Duocastella, va unir els masos de Bussons i Colell, independitzats posteriorment. La primera documentació és de l'any 1239 arran d'un plet que tingueren els homes del Pi (contrada a la qual pertanyia el mas Bussoms) que es deien súbdita de la Cambreria de Sant Joan, contra els frares hospitalers, nous senyors de Duocastella.